# Pietro Bigerna
Pietro Bigerna (Milano, 30 marzo 1915 – Roma, 9 febbraio 1991) è stato un attore italiano.

## Biografia
Inizia la carriera come attore nel film di Carlo Ludovico Bragaglia Violette nei capelli del 1942 e fino al 1949 è interprete di solo 11 film, tra i quali vanno citati I 3 aquilotti di Mario Mattoli (1943).
Pietro Bigerna prende parte inoltre alle pellicole Montecassino di Arturo Gemmiti (1946) e Il vento m'ha cantato una canzone di Camillo Mastrocinque (1947); con questo film inizia la carriera anche di direttore di produzione, fino al 1959.

## Filmografia

### Attore
- Violette nei capelli, regia di Carlo Ludovico Bragaglia (1942)
- La bella addormentata, regia di Luigi Chiarini (1942)
- I 3 aquilotti, regia di Mario Mattoli (1942)
- Gente dell'aria, regia di Esodo Pratelli (1943)
- Enrico IV, regia di Giorgio Pàstina (1943)
- Il cappello da prete, regia di Ferdinando Maria Poggioli (1944)
- Sorelle Materassi, regia di Ferdinando Maria Poggioli (1944)
- Montecassino, regia di Arturo Gemmiti (1946)
- Sperduti nel buio, regia di Camillo Mastrocinque (1947)
- Il vento m'ha cantato una canzone, regia di Camillo Mastrocinque (1947)
- Veglia nella notte, regia di Ignazio Ferronetti (1948)

### Direttore di produzione
- Altura di Mario Sequi (1949)